# Cobelas
Cobelas (llamada oficialmente Santa María de Covelas) es una parroquia y un lugar español del municipio de Blancos, en la provincia de Orense, Galicia.

## Toponimia
La parroquia también es conocida por el nombre de Santa María de Cobelas.

## Organización territorial
La parroquia está formada por dos entidades de población:
- Covelas
- Vilar

## Demografía

### Parroquia
| Gráfica de evolución demográfica de Cobelas (parroquia) entre 2000 y 2022 |
|                                                                           |
| Datos según el nomenclátor publicado por el INE.                          |

### Lugar
| Gráfica de evolución demográfica de Covelas (lugar) entre 2000 y 2022 |
|                                                                       |
| Datos según el nomenclátor publicado por el INE.                      |